# Pont de Saint-Pierre-du-Vauvray
Le pont de Saint-Pierre-du-Vauvray enjambe la Seine dans la commune de Saint-Pierre-du-Vauvray du département de l'Eure et la région Normandie en France.

## Historique
Antérieurement, un pont à trois arches de fonte inauguré le 29 octobre 1861 a été endommagé par un convoi nocturne de péniches lors d'une crue de la Seine le 7 février 1913.
Le second ouvrage construit à cet emplacement selon les plans de l'ingénieur Eugène Freyssinet était le plus long pont en béton armé à arche unique lors de son inauguration le 14 octobre 1923, avec une portée de 131 m ; or le tablier fut détruit le 9 juin 1940 vers 15 h par le génie français.
Il est reconstruit à l'identique en 1946 et fait l'objet d’une inscription au titre des monuments historiques depuis le 15 janvier 1975.
Il bénéficie en outre du label « Patrimoine du XXe siècle ».

## Descriptif
Il est conçu pour le passage de deux voies de circulation pour automobiles ainsi que de deux trottoirs. La vitesse est limitée à 90 km/h. Sa présence permet la continuité de la route départementale 313 de l'axe Les Andelys - Louviers.
Il relie effectivement l'île du Bac et la rive gauche de la Seine. Le trafic fluvial est obligé sous ce pont, un autre pont, reliant la rive droite (Andé et le moulin posé sur un bras étroit de la Seine) à l'Île du Bac, n'étant pas dévolu à cette activité marine.